# Acarospora bullata
Acarospora bullata är en lavart som beskrevs av Anzi. Acarospora bullata ingår i släktet Acarospora och familjen Acarosporaceae.  Arten är reproducerande i Sverige. Inga underarter finns listade i Catalogue of Life.